# Идрис II
Идрис II аль-Азхар ибн  Идрис I ибн Абдуллах  (араб. إدريس الثاني الأزهر ابن إدريس الأكبر‎; 791 — 828) — сын Идриса I, основателя династии Идрисидов в Марокко, халиф.

## Биография
Идрис II родился в Волюбилисе через два месяца после смерти своего отца. Его матерью была Кенза, дочь вождя берберского племени Аварба. Таким образом, никогда не видевший отца Идрис II был воспитан среди берберов Волюбилиса.
Идрис II считается выдающимся мудрецом исламского мира. Британский историк Ром Ландау писал: «Идрис II был для марокканцев существом почти магического уровня. Он напоминал одного из величайших мудрецов ислама, Ибн Сину или Авиценну. В возрасте четырёх лет Идрис, по-видимому, уже умел читать, в пять — писать, в восемь лет он знал наизусть Коран и к тому времени, как говорили, овладел мудростью всех выдающихся ученых. К 805 году, когда он достиг совершеннолетия, в возрасте тринадцати лет он уже знал и умел больше, чем люди вдвое старше его. Его глубокая вера увеличила его почитание».
Спустя двадцать лет после того как его отец основал Фес на правом берегу реки, Идрис II восстановил зачахнувший город на левом берегу и оттуда начал объединять Марокко под знаменем ислама. Проведя 19 лет в походах, Идрис умер в возрасте 35 лет в 828 году. Его могила в мечети Мулай Идрис в Фесе, вновь обретённая при Абд аль-Хакке II (1420—1465) в 1437 году, стала важным местом паломничества в XV веке и до сих пор считается самым святым местом Феса.
Идрис II был женат на дочери Сулаймана, султана Тлемсена и брата Идриса I, и был отцом двенадцати сыновей: Мухаммада, Абдуллы, Айссы, Идриса, Ахмада, Джафара, Яхьи, Касима, Умара, Али, Дауда и Хамзы.